# Præsidentvalget i USA 1940
Præsidentvalget i USA 1940 var det 39. præsidentvalg . Det blev afholdt tirsdag den 5. november 1940. Valget blev afholdt mens USA var på vej ud af Den Store Depression og i skyggen af 2. verdenskrig, som huserede i Europa. Den siddende demokratiske præsident Franklin D. Roosevelt besejrede den republikanske forretningsmand Wendell Willkie og blev derpå genvalgt til sin tredje embedsperiode.
Indledningsvis ønskede Roosevelt ikke at genopstille til sin tredje embedsperiode, men var drevet af de forværrede forhold i Europa. Han og hans allierede forsøgte at afbøde truslen fra andre interne kandidater i det demokratiske parti, såsom James Farley og vicepræsident John N. Garner . Det demokratiske konvent i 1940 endte med at gennominere Roosevelt ved den første afstemning, mens Garner blev erstattet som vicepræsident med landbrugsminister Henry A. Wallace. Willkie, en outsider-kandidat, besejrede den konservative senator Robert A. Taft og anklageren Thomas E. Dewey ved den sjette afstemning i forbindelse med det republikanske konvent i 1940.
Roosevelt – der var meget opmærksom på de stærke isolationistiske og ikke-interventionistiske følelser i det amerikanske samfund – lovede, at han ikke ville involvere sig i de udenlandske krige, hvis han blev genvalgt. Willkie – som ikke tidligere havde været opstillet til noget offentligt embede – førte en energisk kampagne og formåede at genoplive den republikanske støtte i områder omkring Midtvesten og Nordøsten. Han kritiserede Roosevelts New Deal-politik, advarede om farerne med traditionen om maksimalt at sidde i to embedsperioder og anklagede Roosevelt for i al hemmelighed at planlægge at føre landet ind i 2. verdenskrig. Willkie blev angrebet på sin tilknytning til erhvervslivet ("big business"), idet mange arbejderklassevælgere gav virksomheder og virksomhedsledere skylden for begyndelsen på Den Store Depression.
Roosevelt førte i alle meningsmålinger før valget og vandt en komfortabel sejr, selvom han gik tilbage i forhold til sine valgsejre i henholdsvis 1932 og 1936. Han fastholdt sin stærke støtte fra fagforeninger, etniske minoriteter og den traditionelle støtte fra de demokratiske sydstater. Roosevelt sejr var senere medvirkende til den 22. forfatningsændring, der begrænser antallet af valgperioder, en person kan være præsident.

## Yderligere læsning
- Barnard, Ellsworth . Wendell Willkie: Fighter for Freedom (1966)
- Burns, James MacGregor. Roosevelt: The Lion and the Fox (1956)
- Bowen, Michael D. The Roots of Modern Conservatism: Dewey, Taft, and the Battle for the Soul of the Republican Party (U of North Carolina Press, 2011).
- Cole, Wayne S. Cole, Wayne S. America First: The Battle against Intervention, 1940–41 Arkiveret 28. juli 2012 hos  Wayback Machine (1953)
- Cole, Wayne S. Charles A. Lindbergh and the Battle against American Intervention in World War II Arkiveret 28. juli 2012 hos  Wayback Machine (1974)
- Davies, Gareth, and Julian E. Zelizer, eds. America at the Ballot Box: Elections and Political History (2015) pp. 153–66.
- Divine, Robert A. Foreign policy and U.S. presidential elections, 1940-1948 (1974) online free to borrow pp 3–90 on 1940
- Doenecke, Justus D. Storm on the Horizon: The Challenge to American Intervention, 1939–1941 (2000).Doenecke, Justus D. The Battle Against Intervention, 1939–1941 (1997), includes short narrative and primary documents.
- Dunn, Susan. 1940: FDR, Willkie, Lindbergh, Hitler-the Election Amid the Storm (Yale UP, 2013).
- Evjen, Henry O. "The Willkie Campaign; An Unfortunate Chapter in Republican Leadership", Journal of Politics (1952) 14#2 s. 241–56 i JSTOR
- Gamm, Gerald H. The making of the New Deal Democrats: Voting behavior and realignment in Boston, 1920-1940 (U of Chicago Press, 1989).
- Gleason, S. Everett & William L. Langer. The Undeclared War, 1940–1941 1953 Policy toward war in Europe; pro FDR
- Jeffries, John W. A Third Term for FDR: The Election of 1940 (University Press of Kansas, 2017). xiv, 264 s.
- Jensen, Richard. "The cities reelect Roosevelt: Ethnicity, religion, and class in 1940." Ethnicity. An Interdisciplinary Journal of the Study of Ethnic Relations (1981) 8#2 pp 189–195.
- Jonas, Manfred. Isolationism in America, 1935–1941 (1966).
- Katz, Daniel. "The public opinion polls and the 1940 election." Public Opinion Quarterly 5.1 (1941) 52–78.
- Luconi, Stefano. "Machine Politics and the Consolidation of the Roosevelt Majority: The Case of Italian Americans in Pittsburgh and Philadelphia." Journal of American Ethnic History (1996) 32–59. i JSTOR
- Moe, Richard. Roosevelt's Second Act: The Election of 1940 and the Politics of War (Oxford UP, 2013).
- Neal, Steve. Dark Horse: A Biography of Wendell Willkie (1989)
- Overacker, Louise . "Campaign finance in the Presidential Election of 1940." American Political Science Review 35.4 (1941): 701–727. i JSTOR
- Parmet, Herbert S. og Marie B. Hecht. Never again: A president runs for a third term (1968).
- Peters, Charles. Five Days in Philadelphia: 1940, Wendell Willkie, FDR and the Political Convention That Won World War II (2006).
- Savage, Sean J. "The 1936-1944 Campaigns," i William D. Pederson, red. A Companion to Franklin D. Roosevelt (2011) s. 96-113 online
- Schneider, James C. Should America Go to War? The Debate over Foreign Policy in Chicago, 1939–1941 (1989)

## Eksterne links
- 1940 vælgerstemmer efter valgdistrikter
- Hvor tæt var valget i 1940? – Michael Sheppard, Massachusetts Institute of Technology
- Præsidentvalget i 1940 - Optælling af stemmerne